# Малые Каленичи
Малые Каленичи (укр. Малі Каленичі) — село в Полонском районе Хмельницкой области Украины.
Население по переписи 2001 года составляло 200 человек. Почтовый индекс — 30521. Телефонный код — 3843. Занимает площадь 0,807 км². Код КОАТУУ — 6823682003.

## Местный совет
30521, Хмельницкая обл., Полонский р-н, с. Великие Каленичи, переул. Почтовый, тел. 9-14-25; 3-27-60